# Махлюф, Анас
Мухамед Анас Махлюф (араб. أَنَس مُحَمَّد مَخلُوف‎; род. 12 июня 1973, Дамаск) — сирийский футболист и тренер, нападающий. Игрок сборной Сирии, участвовал в отборочных матчах чемпионата мира 1994 года.

## Карьера футболиста
Зимой 1996 года самарские «Крылья Советов» во время сборов в Сирии провели встречу с местной национальной командой. Выступавший в её составе Махлюф забил самарцам гол. Через некоторое время тренер «Крыльев» Александр Аверьянов пригласил Махлюфа и Нихада Буши в свою команду. Переход прошёл в июле 1996 года в период летних дозаявок. С первых матчей Анас показал себя хорошим форвардом. В том сезоне он забил 6 мячей в 12 матчах.
Постоянные травмы преследовали сирийца следующие два сезона, и в 1999 году он вместе с Аверьяновым перешёл в ярославский «Шинник». В 2001 году играл в казанском «Рубине» в Первом дивизионе. Завершал свою карьеру футболист в Сирии.

## Карьера тренера
Достаточно быстро ему удалось выдвинуться в число ведущих специалистов страны. В 2013 году он был главным тренером сборной Сирии, затем тренировал столичный «Аль-Джаиш». В 2015—2016 годах работал в ливанском клубе «Аль-Салам».